# Cneo Octavio (cónsul 165 a. C.)
Cneo o Gneo Octavio (en latín, Gnaeus Octavius) fue un político y militar romano del siglo II a. C.

## Carrera política
En invierno del año 170 a. C. fue enviado a Grecia como embajador con Cayo Popilio Lenas y en 169 a. C., ya de regreso en Roma, fue elegido decemvir sacrorum. 
En 168 a. C. obtuvo la pretura y dirigió la flota en la guerra contra Perseo de Macedonia. Después de la derrota de este en Pidna (168 a. C.) Octavio fue a Samotracia donde se había refugiado el rey macedonio, que se rindió a Octavio, el cual lo trajo ante el cónsul Emilio Paulo que estaba en Anfípolis. 
En el 167 a. C. volvió a Roma con el botín hecho en su campaña y el 1 de diciembre de aquel año celebró un triunfo naval.
La riqueza acumulada le permitió vivir con esplendor y se construyó una magnífica casa en el Palatino que, según Cicerón, contribuyó a su elección para el consulado. También erigió un hermoso pórtico llamado Porticus Octavia.

## Consulado y hechos posteriores
En 165 a. C. fue elegido cónsul con Tito Manlio Torcuato, siendo el primero de su familia que llegó a esta máxima dignidad. 
En 162 a. C. fue enviado con dos colegas a Siria, debido a que el Senado romano consideró que el momento era propicio para reforzar los términos del tratado firmado por Antíoco III el Grande, aprovechando que el país se encontraba en una gran confusión producto de la minoría de edad de Antíoco V Eupátor. 
Pero esta embajada le costó la vida a Octavio; ya que fue asesinado en un gimnasio de Laodicea por un grecosirio de nombre Leptines, siendo acusado de instigador el regente Lisias, el tutor del joven rey. Una estatua suya se puso en la tribuna del Foro de Roma, la cual aún se conservaba en la época de Cicerón.